# 2018 في سوريا
2018 في سوريا هي قائمة بجوهر الأحداث التي وقعت في سوريا خلال عام 2018.

## سياسة
- رئيس الجمهورية: بشار الأسد
- رئيس الحكومة: عماد خميس